# Karacaşehir
Karacaşehir (antigament Kara Hisar, Karadja Hisar o Karadja Shehir) és una ciutat de Turquia, prop d'Inönü (província d'Eskişehir), districte d'Odunpazarı (un dels districtes en què es divideix actualment la ciutat d'Eskişehir.

## Història
Correspon segurament a l'antiga Melangeia. La ciutat fou donada pel sultà seljúcida al partidaris d'Ertoghrul, com a quarter d'hivern. Fou una de les primeres ciutats on es van establir els otomans, i segons la tradició fou conquerida per Osman (Uthman) el 1288. Les esglésies foren convertides en mesquites i es van portar pobladors turcs d'altres llocs; el fill Orkhan en fou nomenat governador. Als segles XV i XVI era coneguda com a Karadja Shehir i formava part del sandjak de Sultanönü dins del qual fou primer part de la nahiye de Eskisehir i després va formar nahiye pròpia amb 11 viles (dins de la qual, Eskisehir). Al segle xvii Eskisehir tornava a ser nahiye incloent-hi Karacaşehir. El 1830 tenia més de 4000 habitants.